# Temporada 1997 de las Grandes Ligas de Béisbol
La Temporada 1997 de las Grandes Ligas de Béisbol comenzó el 31 de marzo y finalizó cuando Florida Marlins derrotó 4 juegos a 3 a Cleveland Indians en la Serie Mundial, disputada entre el 18 y 26 de octubre.
El Juego de las Estrellas se disputó el 8 de julio en el Jacobs Field de Cleveland, Ohio y fue ganada por la selección de la Liga Americana 3-1.
Además, fue la temporada inaugural de los juegos interligas, así como la última temporada la Liga Americana para los Milwaukee Brewers antes de trasladarse a la Liga Nacional la siguiente temporada.

## Temporada Regular
Liga Americana

| División Este     | División Este | División Este | División Este | División Este | División Este | División Este |
| Equipo            | V             | D             | CTE           | JD            | LOCAL         | VISITA        |
| ----------------- | ------------- | ------------- | ------------- | ------------- | ------------- | ------------- |
| Baltimore Orioles | 98            | 64            | 0.605         | —             | 46–35         | 52–29         |
| New York Yankees  | 96            | 66            | 0.593         | 2             | 47–33         | 49–33         |
| Detroit Tigers    | 79            | 83            | 0.488         | 19            | 42–39         | 37–44         |
| Boston Red Sox    | 78            | 84            | 0.481         | 20            | 39–42         | 39–42         |
| Toronto Blue Jays | 76            | 86            | 0.469         | 22            | 42–39         | 34–47         |

| División Central   | División Central | División Central | División Central | División Central | División Central | División Central |
| Equipo             | V                | D                | CTE              | JD               | LOCAL            | VISITA           |
| ------------------ | ---------------- | ---------------- | ---------------- | ---------------- | ---------------- | ---------------- |
| Cleveland Indians  | 86               | 75               | 0.534            | —                | 44–37            | 42–38            |
| Chicago White Sox  | 80               | 81               | 0.497            | 6                | 45–36            | 35–45            |
| Milwaukee Brewers  | 78               | 83               | 0.484            | 8                | 47–33            | 31–50            |
| Minnesota Twins    | 68               | 94               | 0.420            | 18½              | 35–46            | 33–48            |
| Kansas City Royals | 67               | 94               | 0.416            | 19               | 33–47            | 34–47            |

| División Oeste    | División Oeste | División Oeste | División Oeste | División Oeste | División Oeste | División Oeste |
| Equipo            | V              | D              | CTE            | JD             | LOCAL          | VISITA         |
| ----------------- | -------------- | -------------- | -------------- | -------------- | -------------- | -------------- |
| Seattle Mariners  | 90             | 72             | 0.556          | —              | 45–36          | 45–36          |
| Anaheim Angels    | 84             | 78             | 0.519          | 6              | 46–36          | 38–42          |
| Texas Rangers     | 77             | 85             | 0.475          | 13             | 39–42          | 38–43          |
| Oakland Athletics | 65             | 97             | 0.401          | 25             | 35–46          | 30–51          |

Liga Nacional  
| División Este         | División Este | División Este | División Este | División Este | División Este | División Este |
| Equipo                | V             | D             | CTE           | JD            | LOCAL         | VISITA        |
| --------------------- | ------------- | ------------- | ------------- | ------------- | ------------- | ------------- |
| Atlanta Braves        | 101           | 61            | 0.623         | —             | 50–31         | 51–30         |
| Florida Marlins       | 92            | 70            | 0.568         | 9             | 52–29         | 40–41         |
| New York Mets         | 88            | 74            | 0.543         | 13            | 50–31         | 38–43         |
| Montreal Expos        | 78            | 84            | 0.481         | 23            | 45–36         | 33–48         |
| Philadelphia Phillies | 68            | 94            | 0.420         | 33            | 38–43         | 30–51         |

| División Central    | División Central | División Central | División Central | División Central | División Central | División Central |
| Equipo              | V                | D                | CTE              | JD               | LOCAL            | VISITA           |
| ------------------- | ---------------- | ---------------- | ---------------- | ---------------- | ---------------- | ---------------- |
| Houston Astros      | 84               | 78               | 0.519            | —                | 46–35            | 38–43            |
| Pittsburgh Pirates  | 79               | 83               | 0.488            | 5                | 43–38            | 36–45            |
| Cincinnati Reds     | 76               | 86               | 0.469            | 8                | 40–41            | 36–45            |
| St. Louis Cardinals | 73               | 89               | 0.451            | 11               | 41–40            | 32–49            |
| Chicago Cubs        | 68               | 94               | 0.420            | 16               | 42–39            | 26–55            |

| División Oeste       | División Oeste | División Oeste | División Oeste | División Oeste | División Oeste | División Oeste |
| Equipo               | V              | D              | CTE            | JD             | LOCAL          | VISITA         |
| -------------------- | -------------- | -------------- | -------------- | -------------- | -------------- | -------------- |
| San Francisco Giants | 90             | 72             | 0.556          | —              | 48–33          | 42–39          |
| Los Angeles Dodgers  | 88             | 74             | 0.543          | 2              | 47–34          | 41–40          |
| Colorado Rockies     | 83             | 79             | 0.512          | 7              | 47–34          | 36–45          |
| San Diego Padres     | 76             | 86             | 0.469          | 14             | 39–42          | 37–44          |

## Postemporada
|  | Serie Divisional | Serie Divisional  | Serie Divisional  |   |                      | Campeonato de la Liga | Campeonato de la Liga | Campeonato de la Liga |  |  | Serie Mundial | Serie Mundial     | Serie Mundial |
|  |                  |                   |                   |   |                      |                       |                       |                       |  |  |               |                   |               |
|  | Central          | Cleveland Indians | 3                 |   |                      |                       |                       |                       |  |  |               |                   |               |
|  | WC               | New York Yankees  | 2                 |   |                      |                       |                       |                       |  |  |               |                   |               |
|  | WC               | New York Yankees  | 2                 |   | Central              | Cleveland Indians     | 4                     |                       |  |  |               |                   |               |
|  | Liga Americana   |                   |                   |   | Central              | Cleveland Indians     | 4                     |                       |  |  |               |                   |               |
|  |                  | Este              | Baltimore Orioles | 2 |                      |                       |                       |                       |  |  |               |                   |               |
|  | Este             | Este              | Baltimore Orioles | 2 | Baltimore Orioles    | 3                     |                       |                       |  |  |               |                   |               |
|  | Este             |                   |                   |   | Baltimore Orioles    | 3                     |                       |                       |  |  |               |                   |               |
|  | Oeste            | Seattle Mariners  | 1                 |   |                      |                       |                       |                       |  |  |               |                   |               |
|  |                  |                   |                   |   |                      |                       |                       |                       |  |  | AL            | Cleveland Indians | 3             |
|  |                  | NL                | Florida Marlins   | 4 |                      |                       |                       |                       |  |  |               |                   |               |
|  | Este             | Atlanta Braves    | 3                 |   |                      |                       |                       |                       |  |  |               |                   |               |
|  | Central          | Houston Astros    | 0                 |   |                      |                       |                       |                       |  |  |               |                   |               |
|  | Central          | Houston Astros    | 0                 |   | Este                 | Atlanta Braves        | 2                     |                       |  |  |               |                   |               |
|  | Liga Nacional    |                   |                   |   | Este                 | Atlanta Braves        | 2                     |                       |  |  |               |                   |               |
|  |                  | WC                | Florida Marlins   | 4 |                      |                       |                       |                       |  |  |               |                   |               |
|  | Oeste            | WC                | Florida Marlins   | 4 | San Francisco Giants | 0                     |                       |                       |  |  |               |                   |               |
|  | Oeste            |                   |                   |   | San Francisco Giants | 0                     |                       |                       |  |  |               |                   |               |
|  | WC               | Florida Marlins   | 3                 |   |                      |                       |                       |                       |  |  |               |                   |               |

|                                                         |
| Campeón de las Grandes Ligas Florida Marlins 1.º título |

## Líderes de la liga

### Liga Americana
Líderes de Bateo 
| Categoría           | Jugador            | Equipo | Marca |
| ------------------- | ------------------ | ------ | ----- |
| Porcentaje de bateo | Frank Thomas       | CHW    | .347  |
| Cuadrangulares      | Ken Griffey, Jr.   | SEA    | 56    |
| Carreras Impulsadas | Ken Griffey, Jr.   | SEA    | 157   |
| Carreras Anotadas   | Ken Griffey, Jr.   | SEA    | 125   |
| Hits                | Normar Garciaparra | BOS    | 209   |
| Robo de Bases       | Brian Hunter       | DET    | 74    |

Líderes de Pitcheo 
| Categoría         | Jugador                                | Equipo      | Marca |
| ----------------- | -------------------------------------- | ----------- | ----- |
| Victorias         | Roger Clemens                          | TOR         | 21    |
| Derrotas          | James Baldwin Tim Wakefield Cal Eldred | CHW BOS MIL | 15    |
| ERA               | Roger Clemens                          | TOR         | 2.05  |
| Ponches           | Roger Clemens                          | TOR         | 292   |
| Entradas Lanzadas | Roger Clemens Pat Hentgen              | TOR         | 264   |
| Juegos salvados   | Randy Myers                            | BAL         | 46    |

### Liga Nacional
Líderes de Bateo 
| Categoría           | Jugador          | Equipo | Marca |
| ------------------- | ---------------- | ------ | ----- |
| Porcentaje de bateo | Tony Gwynn       | SDP    | .363  |
| Cuadrangulares      | Larry Walker     | COL    | 49    |
| Carreras Impulsadas | Andres Galarraga | COL    | 158   |
| Carreras Anotadas   | Craig Biggio     | HOU    | 146   |
| Hits                | Tony Gwynn       | SDP    | 220   |
| Robo de Bases       | Tony Womack      | PIT    | 60    |

Líderes de Pitcheo 
| Categoría         | Jugador        | Equipo | Marca |
| ----------------- | -------------- | ------ | ----- |
| Victorias         | Denny Neagle   | ATL    | 20    |
| Derrotas          | Mark Leiter    | PHI    | 17    |
| ERA               | Pedro Martínez | MON    | 1.90  |
| Ponches           | Curt Schilling | PHI    | 319   |
| Entradas Lanzadas | John Smoltz    | ATL    | 256   |
| Juegos salvados   | Jeff Shaw      | CIN    | 42    |